# 62 Kompania Kolarzy
Kompania kolarzy nr 62 – pododdział piechoty Wojska Polskiego II RP.
Kompania kolarzy nr 62 nie występowała w pokojowej organizacji wojska. Została sformowana w I rzucie mobilizacji powszechnej zarządzonej dnia 30 sierpnia 1939. Pododdział został zorganizowany w garnizonie Kołomyja przez 49 Huculski pułk strzelców. Dowódcą kompanii został por. Roman Mazurek. Pododdział był organiczną jednostką 11 Karpackiej Dywizji Piechoty.
We wrześniu 1939 kompania została skierowana w rejon koncentracji. Na skutek bombardowań w okolicach Jarosławia (4–5 września) do wyznaczonego rejonu nie dotarła. Włączona została w skład Grupy „Żółkiew” i wraz z nią wzięła udział w walkach w obronie Lwowa. W trakcie wypadu na stanowiska niemieckie pod Zboiskami, w nocy 14 września 1939 ciężko ranny został por. Mazurek.